# Alte Nikolaikirche

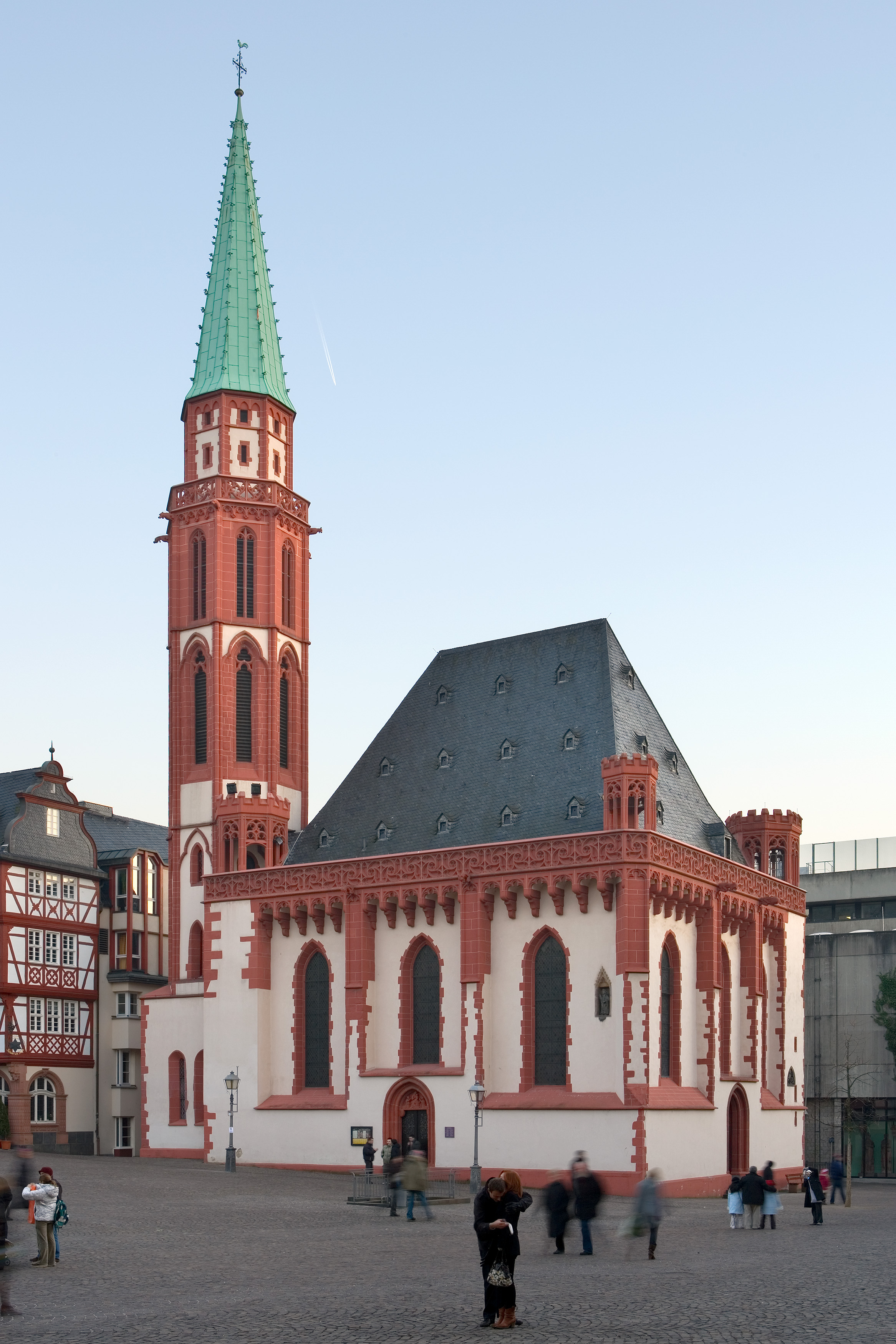
Norra sidan av Alte Nikolaikirche

Alte Nikolaikirche (Gamla Nikolaikyrkan) är en kyrka i centrala Frankfurt am Main, belägen vid södra änden av torget Römerberg. Den fick sin nuvarande form huvudsakligen under slutet av 1200-talet, men innan dess hade det stått ett mindre kapell på platsen. Interiört är kyrkan uppbyggd av två skepp täckta av ribbvalv; ett huvudskepp i söder och ett sidoskepp i norr. 
Under medeltiden användes kyrkan främst av stadsrådet, som utövade sitt ämbete i rådhuset Römer, som också ligger vid Römerberg. På 1400-talet förändrades kyrkan på flera sätt, bland annat tillfogades takgalleriet av masverk, hörntornen och det höga sadeltaket. Dessutom fick den sitt nuvarande höga torn.
Reformationstiden medförde i Frankfurt att rådsmässorna avskaffades och att kyrkan stängdes 1530. Den kom då att användas bland annat som varulager och invigdes inte som kyrka igen förrän 1721, nu som en evangelisk sådan.  1840 kom den i stadens ägo och är så än idag. Under andra världskrigets bombanfall klarade sig Alte Nikolaikirche bättre än de flesta andra av Frankfurts kyrkor. Visserligen brann taket ned, men valven höll och därmed begränsades skadorna på interiören till ett minimum. I december 1948 var skadorna reparerade. Sedan 1949 utnyttjas den av församlingen Evangelisch-Lutherische St. Paulsgemeinde.